# Бекфорд, Роберт
Ро́берт Бе́кфорд (англ. Robert Beckford) (род. 1965, Нортгемптон, Великобритания) — британский теолог и кинодокументалист. Профессор теологии и культуры африканской диаспоры Кентерберийского университета Крайст Чёрч. Автор серии документальных фильмов о христианстве и буддизме для каналов BBC и Channel 4, вызвавших неоднозначные оценки.

## Биография
Родился в 1965 году в Нортгемптоне в семье эмигрантов с Ямайки и был крещён у пятидесятников.
В начале 1990 годов занимался грамотностью взрослого населения в Борнвильском колледже. Бекфорд отмечает, что его религиозный наставник из «белого, среднего класса» «повернул меня на большой путь духовного образования и посеял семена размышлений о религии и культуре», в то время как его тьютор-математик, являвший коммунистом, увлёк Бекфорда в политику и работами Малькольма Иска, который тогда был знаменитостью.
После получения свидетельства об образовании повышенного уровня изучал религию и социологию в Хоутонском колледже. Также учился в Лондонском библейском колледже. Бекфорд готовился к получению степени доктора философии и преподавал в Квинс-колледже в Бирмингеме (по теме сравнения политики чёрного пятидесятничества и растафарианства), где в 1992—1998 годах стал первым в Великобритании тьютором по чёрной теологии, занимаясь подготовкой священником и служителей Англиканской и Методистской церкви
Свою научную деятельность Бекфорд начал в 1999 году как научный сотрудник Бирмингемского университета занимаясь с чёрными правонарушителями в Бирмингемской тюрьме. С 2001 года стал преподавателем религий и культур африканской диаспоры. Директор Центра чёрной теологии при кафедре теологии Бирмингемского университета.
В течение двух лет был лектором в Оксфордском университете Брукса и преподавателем по чёрной теологии и популярной культуре, а также приглашённым лектором в Голдсмитсе. Также был приглашённым исследователем в Уорикском университете.
В 2006—2007 годы выступал с передачами на радио BBC WM про британских вест-индских негров, а также передачу Sunday Breakfast Show, посвящённую религиозным и этическим темам.
С ноября 2011 года — профессор теологии и культуры африканской диаспоры в Кентерберийском университете Крайст Чёрч.
Женат, имеет одного ребёнка.

## Награды
- Номинировался на премию BAFTA за внесение разнообразия в образовательное телевещание за шесть серий фильма «Проверка времени» (англ. Test of Time) для BBC.[2]

## Книги
- Dread and Pentecostal: A Political Theology for the Black Church in Britain. — Wipf & Stock Publishers, 2011. — 224 p.
- God and the Gangs: An Urban Toolkit for Those who Won’t be Sold Out, Bought Out Or Scared Out. — Darton Longman & Todd, 2004. — 130 p.
- Jesus Dub: Theology, Music and Social Change. — Routledge, 2006. — 192 p.
- Revelation. — Darton, Longman & Todd, Limited, 2010. — 80 p.
- God of the Rahtid: Redeeming Rage. — Wipf & Stock Publishers, 2011. — 224 p.
- Documentary as Exorcism: Resisting the Bewitchment of Colonial Christianity. — A&C Black, 2014. — 224 p.

## Документальные фильмы

### Кто написал Библию?
Фильм «Кто написал Библию?» (англ. Who Wrote the Bible?) был показана 25 декабря 2004 года на канале Channel 4. Бекфорд рассматривает различные версии происхождения текстов Библии и вопрос их авторства.

### Гетто Великобритания
В 2006 году Бекфорд подготовил для канала More4 фильм «Гетто Великобритания» (англ. Ghetto Britain). В фильме им представлен манифест изменений в обществе, который он намерен предъявить Комиссии по расовому равенству

### Страсть: фильмы, вера и ярость
15 апреля 2006 года Бекфорд подготовил к показу на Channel 4 фильм «Страсть: фильмы, вера и ярость» (англ. The Passion: Films, Faith and Fury), где им были представлена история непростых взаимоотношений между кинопромышленностью и религией, когда выход очередного фильма на религиозную тематику вызывает жаркие споры и противоречия.

### Тайная семья Иисуса
25 декабря 2006 года канал Channel 4 показал фильм Бекфорда «Тайная семья Иисуса» (англ. The Secret Family of Jesus), где автор исследует историю и наследие семьи Иисуса Христа. Бекфорд представляет исторические доказательства родства Иисуса и Иоанна Крестителя; наличия у Иисуса четырёх братьев и (по крайней мере) двух сестёр; отношения Иисуса и Марии Магдалины; передача служения Исусом своему старшему брату Иакову за 30 лет до разрушения второго храма и последующего еврейского рассеяния.

### Скрытая история Иисуса
25 декабря 2007 года каналом Channel 4 был показан фильм Бекфорда «Скрытая история Иисуса» (англ. The Hidden Story of Jesus), где автор проводит сравнение христианства с другими религиями, среди которых есть зародившиеся задолго до рассматриваемой.

### Тайны двенадцати апостолов
Показ фильма "Тайны двенадцати апостолов " (англ. The Secrets of the Twelve Disciples) был приурочен к Пасхе 2008 года. Бекфорд рассматривает роль апостола Павла в складывании Христианской Церкви и его взаимоотношений в семьёй Иисуса; притязания Римско-католической церкви на наследие апостола Петра; путешествие апостола Фомы в Индию; покровительство Иакова Зеведеева Испании; демонизация Иуды Икариота; женщины-апостолы.

### Разгаданное Рождество
25 декабря 2008 года Channel 4 представил фильм Бекфорда «Разгаданное Рождество» (англ. The Nativity Decoded), где автором представлен всесторонний взгляд на историю празднования Рождества, его происхождения, традиций и значения.